# Alia (Italia)
Alia (Àlia in siciliano) è un comune italiano di 3 157 abitanti della città metropolitana di Palermo in Sicilia.
Sorge sul versante sud-occidentale delle Madonie ed è conosciuta con l'appellativo di "Città Giardino".

## Geografia fisica
Sorge sul versante sud-occidentale delle Madonie. Fa parte della Diocesi di Cefalù e dell'unione Valle del Torto e dei Feudi.

## Storia
Il primo insediamento nel luogo dove nascerà Alia si ha durante l'epoca islamica. In quello che è il feudo di Lalia, nascono i casali di Yhale', Gurfa, Ottumarrano e Kharse.
Nel 1296 viene annotato il casale di Yhale' nel censo dei feudatari.
Nel 1366 Rainaldo Crispo da Messina acquisisce il casale, l'abitato si svuota e rimane solo il feudo.
Nel 1408 il feudo di Lalia ricomincia ad essere abitato.
Nel 1537 Vincenzo Imbarbara s'investe del feudo di Lalia.
Nel 1568 Giovanni Crispo e Villarant, barone di Prizzi, s'investe del feudo di Lalia.
Nel 1600 Pietro Celestri, marchese di Santa Croce, s'investe del feudo di Lalia.
Nel 1617 Donna Francesca Cifuentes, ormai vedova del Celestri, diventa baronessa di Lalia, ottenendo dal re spagnolo Filippo III la concessione di colonizzare il feudo, edificare case, carceri, chiese, nominare il castellano, il capitano, il giudice e altri ufficiali. Nasce il comune di Alia. Gli studi recenti da parte dello storico Eugenio Guccione presso l'archivio di stato di Madrid hanno comunque portato alla costituzione di una diversa cronologia dell'evento, che va anticipato di due anni.
Nel 1820 scoppia un'insurrezione carbonara contro i borboni con assalto alla casa del giudice distrettuale e rogo dei documenti notarili.
Nel 1848 scoppia un'altra insurrezione popolare contro i borbonici. Vengono bruciati i documenti di legge.
Nel 1857 ai Celestri succede il principe di Sant'Elia.
Nel 1860 prendendo parte ai moti per la riunificazione dell'Italia, anche ad Alia sventola il tricolore italiano. Nella cappella di Santa Rosalia (detta "la nica") viene rappresentata la santa con in mano una bandiera tricolore.
Nel 1862, esattamente il 6 agosto, giungeva ad Alia, e vi pernottava, Giuseppe Garibaldi.
Nel 1901 l'avvocato Matteo Teresi denuncia i tristi avvenimenti che coinvolgono alcuni preti e donne aliesi. Da questi fatti Andrea Camilleri ha tratto il suo romanzo La setta degli angeli.
Nel 1946, esattamente il 22 settembre, mentre era in corso una riunione di contadini, nella casa del segretario della Camera del Lavoro, per discutere delle possibilità di assegnare i feudi "Raciura" e "Vacco" alle cooperative di contadini, in seguito ai decreti Gullo, ignoti lanciarono bombe a mano all'interno della casa e poi spararono colpi di lupara. I contadini Girolamo Scaccia e Giovanni Castiglione morirono sul colpo, mentre altri 13 rimasero feriti.

### Simboli
Lo stemma della cittadina è stato concesso con regio decreto del 5 dicembre 1886 e regie lettere patenti del 2 gennaio 1887, la sua blasonatura è la seguente:
La corona utilizzata (formata da un cerchio d'oro aperto da 4 porte e sormontato da 8 merli dello stesso – 5 in vista – uniti da muriccioli d'argento) è quella usata tra il 1870 al 1905 per i Comuni oltre i 3 000 abitanti.
Il gonfalone municipale è un drappo di rosso.

## Monumenti e luoghi d'interesse

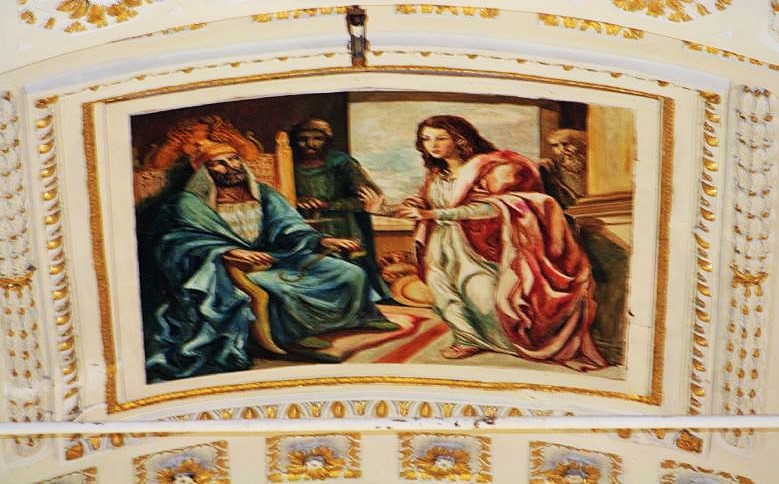
Totò Bonanno, Ester chiede la grazia al re Assuero in favore del suo popolo, olio su tela, volta del presbiterio della Chiesa Madre.

### Architetture religiose

#### Santuario di Santa Maria delle Grazie (Chiesa madre di Alia)
Il santuario, dedicato a Maria Ss. delle Grazie, fu costruito da Francesca Cifuentes e dal figlio Giovan Battista Celestri tra il 1630 e il 1639. Il sacro tempio sorge su un unico maestoso blocco di roccia arenaria, nello stesso luogo in cui si trovava l'antica cappella del Crocifisso. L'edificio era originariamente previsto a tre navate e con due campanili, ma la mancanza di fondi arrestò la fabbrica seicentesca alla costruzione del solo campanile di sinistra e dell'aula centrale. La navata di destra, attualmente dedicata al Sacro Cuore di Gesù, fu infatti edificata con il concorso del popolo aliese nel 1900, mentre quella di sinistra, oggi riservata al culto del Ss. Sacramento, fu costruita nel 1957 nel luogo in cui sorgeva l'antico oratorio della Madonna delle Grazie. Sotto l'abside, durante i lavori seicenteschi, venne edificata anche una cripta, attualmente chiusa per ragioni di conservazione, dove si dice che siano stati seppelliti donna Francesca Cifuentes e il figlio Giovanni Battista Celestri.
L'edificio di culto ha subito parecchi interventi di restauro e rimaneggiamento già a partire dagli anni immediatamente successivi alla sua prima edificazione: alla prima metà del XIX secolo si datano gli stucchi dell'abside, realizzati dal Sesta e restaurati dallo stesso nel 1880; al 1861 risale la costruzione dell'altare preconciliare della navata centrale e, probabilmente, la sostituzione dell'originale scultura lignea della Madonna delle Grazie con l'attuale simulacro; del 1965 sono le undici vetrate artistiche con temi mariologici di Guido Polloni da Firenze, realizzate grazie alla cooperazione di un comitato di devoti aliesi, e la pavimentazione in marmi policromi dell'intero edificio; agli anni ottanta e novanta del XX secolo si datano le numerose tele, eseguite principalmente dal Gianbecchina, dal Bonanno e dal Garozzo, che decorano le pareti dell'abside, la volta a botte dell'aula centrale e le pareti delle navate laterali. Gli interventi artistici più recenti risalgono all'ultimo ventennio: del 2000 è il maestoso portale bronzeo con scene del Vangelo di Luca, opera del maestro Pietro Giambelluca, mentre al 2004 risalgono il magnifico altare postconciliare, frutto dell'assemblaggio di rilievi settecenteschi, e l'apparato pavimentale del presbiterio. Il Santuario accoglie anche un organo elettro-meccanico del 1974, composto da 18 registri oltre le pedaliere, per un totale di 1200 canne.

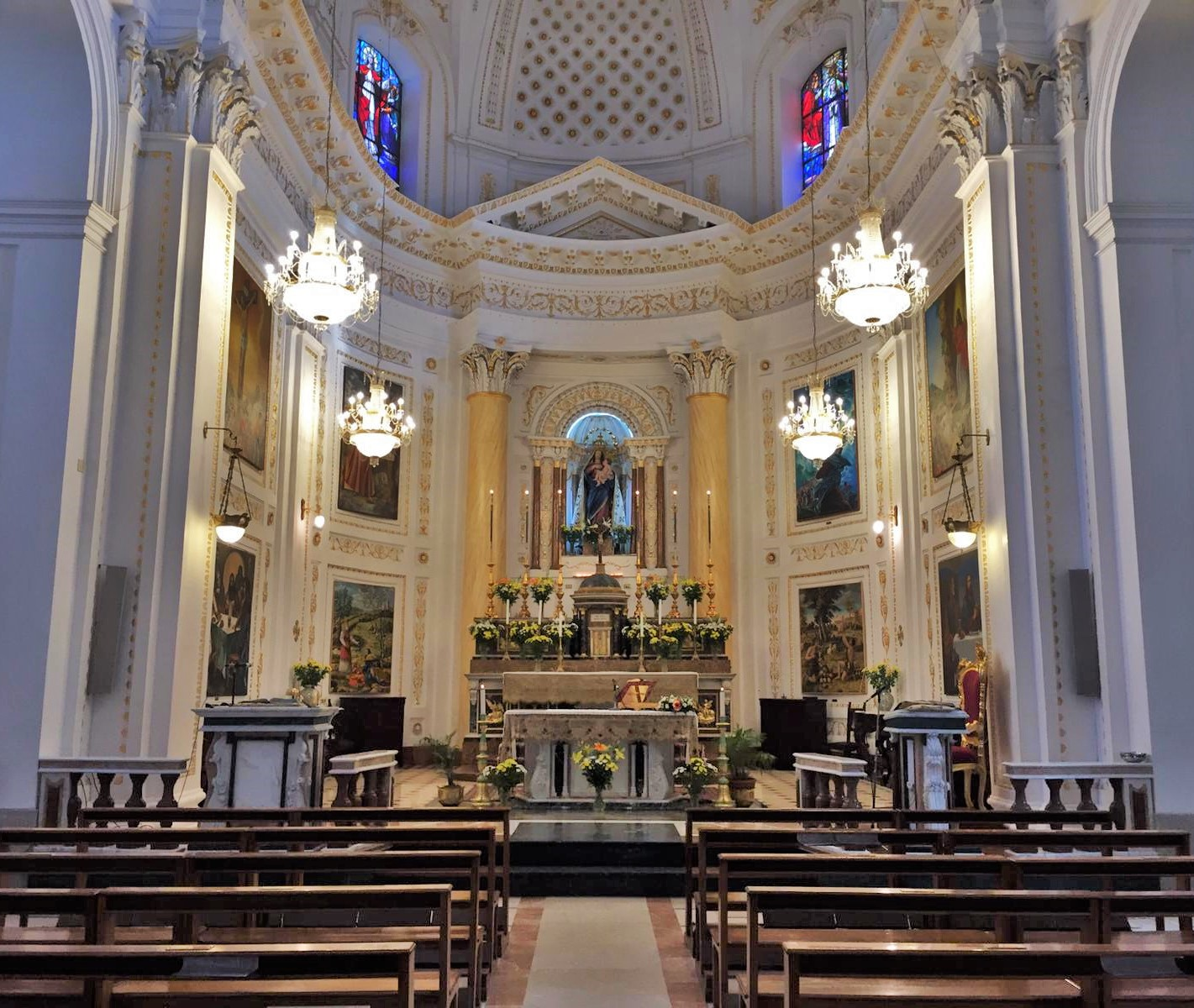
Chiesa madre. Panoramica del presbiterio.

La chiesa parrocchiale è stata innalzata alla dignità di santuario nel 1957; dal 2012 è inoltre legata da speciale vincolo con la basilica di Santa Maria Maggiore in Roma.
La festa della patrona si celebra il 2 luglio, attirando, oltre che i numerosi fedeli residenti, anche moltissimi emigrati che per l'occasione ritornano al paese natìo. Gli aliesi residenti negli USA, impossibilitati per ovvie ragioni a partecipare ai festeggiamenti aliesi, hanno fatto realizzare una copia identica al simulacro conservato in Alia, che viene portato in processione in contemporanea con le funzioni liturgiche del 2 luglio.
Opere rilevanti:
- Ignoto, Assunta, XVIII secolo, olio su tela, cm 275x178.
- Totò Bonanno, Giuditta ed Oloferne, 1983, affresco, diametro 250.
- Giambecchina, Crocifissione, 1988, olio su tela, cm 236x228.
- Giambecchina, Risurrezione, 1988, olio su tela, cm 236x228
- Vincenzo Genovese, Sacro cuore di Gesù, legno policromo, h. cm 165.
- Filippo Quattrocchi (o sua scuola), simulacro di Maria SS. delle Grazie, 1833-34, legno dipinto, h. cm 160.

#### Parrocchiale di Sant'Anna
Sorge in Via Garibaldi. L'edificio, a croce latina, è passato attraverso numerose modifiche. L'edificio sorse nelle vicinanze di un capitello votivo dedicato alla Sant'Anna.
La prima fase della costruzione è stata completata nel 1762, per volontà del sacerdote don Luciano Cardinale, e la chiesa fu per molto tempo destinata alla sepoltura.
Ai primi dell'Ottocento, ci fu un intervento sulla facciata e sul campanile arabo-ispanico, che costituisce una grande ricchezza per la parrocchia: è composto da mosaici colorati, tipico di molte chiese barocche siciliane.
Nella chiesa si trova il monumento funebre di Benedetto Guccione.
Opere rilevanti
- Ignoto, Immacolata Concezione, XVIII secolo, olio su tela, cm 170x92.
- Benedetto Civiletti, Madonna Addolorata, fine XIX secolo, legno policromo, h. cm 165.
- Rosario Bagnasco, San Francesco di Paola, fine secolo XIX, legno policromo, h. cm 170

#### Chiesa di Santa Rosalia
Sorge in Piazza Santa Rosalia, nelle vicinanze della villa comunale. Fu costruita nel 1901 in sostituzione di una cappella votiva che sorgeva al centro della villa comunale e che una frana o forse un incendio avevano distrutto. I lavori di costruzione della chiesa furono patrocinati dal cav. Gioacchino Guccione e da molti emigrati aliesi, mossi da pietà popolare nei confronti della Santa che nel frattempo era stata proclamata compatrona di Alia. L'edificio attuale è a pianta ottagonale, con facciata a sesto acuto.
Opere rilevanti:
- Filippo Quattrocchi o sua scuola (?), simulacro di Santa Rosalia, primi del XX secolo, legno policromo, altezza 1,65.

#### Chiesa di San Giuseppe
Sorge in Via Garibaldi, nelle adiacenze del municipio.

#### Altre chiese
Inoltre ad Alia sono presenti, la cappella di Santa Rosalia detta 'a nica, il Calvario. Un'altra chiesa, inaugurata il 5 marzo 2010 è stata dedicata a Maria SS. Assunta, nel villaggio "Chianchitelle".

### Architetture civili

#### Archi del quartiere Sant'Anna
Sono legati alla potenza della famiglia Guccione. Nel 1852 don Benedetto Guccione e don Filippo Guccione fecero costruire questi archi sopra una pubblica strada allo scopo di mettere in collegamento le loro case e disporre di qualche vano in più. La tradizione vuole che siano stati costruiti di notte a lume delle torce perché il regolamento comunale ne impediva la realizzazione. Gli archi sono di asse curvilinea e realizzati in mattoni di cotto.

#### Palazzo Guccione
Nella piazza principale, dirimpetto alla chiesa Madre, sorge, su quello che era l'antico palazzo baronale, il palazzo Guccione. L'edificio risale al XIX secolo e fu fatto costruire dall'omonima famiglia, una delle più facoltose di Alia, in stile eclettico con forti riferimenti al Liberty siciliano della scuola di Ernesto Basile. Le balconate dei due ordini superiori presentano inferriate in ferro fuso a motivi fitomorfi di una certa rigidità vicina agli stilemi ottocenteschi; l'ingresso principale presenta un portale con coronamento in ferro battuto e due colonne con capitelli corinzi. L'edificio è sormontato da un belvedere. Di rilievo la decorazione a motivi geometrici sul soffitto del salone al primo piano, mentre le pareti sono a stucco lucido ad imitazione di varie qualità di marmo, ed il pavimento è di mattonelle in cemento colorato; i vetri sono policromi e decorati con lo stemma della famiglia. Le porte e gli infissi sono ispirati dagli stilemi modernisti elaborati da Basile per il mobilificio Ducrot di Palermo.

#### Brivaturi
- brivatura tunna
- brivatura di lu vuascu
- brivatura di lu burduni
- brivatura di lu centimulu
- brivatura di la pernici
- brivatura di li ciulliddi
- brivatura di l'anciuli
- brivatura di la cersa

### Siti archeologici
- L'insediamento di Cozzo Barbarà.

Sul rilievo, a sud dell'odierno abitato, rinvenimenti fortuiti hanno portato alla luce frammenti fittili, monete e frammenti di mosaico e tessere bianche che attesterebbero la presenza di una villa rustica romana.
- Necropoli di Cozzo Solfara.

Sull'altura, che prese il nome di una piccola sorgente di acqua solfurea, vi è una necropoli di tombe a fossa rivestite di pietrame e coperte da lastra litiche.
- Necropoli della Gurfa.

Presso l'omonimo complesso rupestre, sono scavate delle sepolture la cui diversa tipologia permette due distinte datazioni. Ad età tardo romana si datano due arcosoli accostati, con altrettante fosse ciascuno, scavati in uno spuntone roccioso; questi sono quanto rimane di una necropoli che si presume scavata nei grandi massi di crollo un tempo antistanti la falesia, smantellati per dare accesso alle "grotte".
Alla media età del Bronzo (1500-1250 a.C.) si datano diverse "sepolture a grotticella", sparse per l'area della riserva; la loro forma ricorda l'antico forno di campagna.

#### Le grotte della Gurfa
Le grotte della Gurfa si trovano in Sicilia, nel territorio del comune di Alia (prov. di Palermo), si raggiungono imboccando una breve deviazione al km.182 della S.S. nº121 “Catanese”; con la necropoli costituiscono la Riserva Sub Urbana Grotte Della Gurfa.
Le grotte non sono naturali, sono un chiaro esempio di manufatto antropico pervenutoci attraverso aggiunte e trasformazioni che complicano l'interpretazione e la datazione.
Il nome Gurfa deriva da quello arabo ghorfa, ricordo della dominazione musulmana, che significa stanza, magazzino. In Tunisia esistono depositi di grano detti ghorfas, alcuni divenuti meta turistica. Nella toponomastica siciliana ricorre il nome gurfi col significato di deposito, di magazzino.
Il complesso rupestre delle grotte consta di sei cavità disposte su due livelli scavati in una arenaria giallastra. Al primo, a sinistra, si apre un ambiente a pianta rettangolare di m 9,59x9,15, con altezza di m 4,53, con soffitto a due spioventi un tempo nominato “a saracina” (alla saraceno); a destra un ambiente di forma campaniforme alto m 16,35, pianta ellittica di m 14,10x11,59, alla sommità un ovulo di m 0,70; entrambi gli ambienti comunicano autonomamente con l'esterno e fra loro a mezzo di un corridoio.
Una scalinata scavata nel costone roccioso conduce al secondo livello entro cui sono scavati quattro ambienti uno a sinistra e tre a destra in successione, di forma pressoché quadrata e dimensioni diverse, il più piccolo di circa m 6x4, il maggiore di circa m 10x6. Ciascuno ambiente è dotato di ampia finestra aperta sulla vallata. Segue un lungo corridoio che sbocca a circa metà dell'altezza dell'ambiente campaniforme. A quest'ultimo ambiente, qualche anno fa, è stato dato il nome di thòlos per la somiglianza formale con la thòlos di Atreo a Micene.
Nel convegno La Gurfa ed il suo territorio, organizzato dal Centro Nazionale delle Ricerche, a Palermo nel 2009, la maggior parte degli studiosi si è espressa attribuendo all'odierno grande ambiente campaniforme l'originaria funzione di fossa granaria, che ampliata e con la costruzione di soppalchi lignei, presenti sino agli anni cinquanta, è divenuto una capace pagliarola. La datazione, sempre incerta, rimane fra l'età tardo romana e la bizantina.
Il forzato confronto fra l'ambiente campaniforme e la mitica thòlos micenea ha portato uno studioso a proporre che l'intero complesso architettonico sia stato scavato per accogliere le spoglie, del discusso, re cretese Minosse.

## Società

### Evoluzione demografica
Abitanti censiti

### Religione
Dal 1889 al 2015 ad Alia è stato presente un istituto della congregazione delle Suore maestre di Santa Dorotea, figlie dei Sacri Cuori.

## Cultura

### Musei
- Museo Antropologico.

È situato all'ingresso del paese, nel "Camposanto Vecchio". Nel 1996 sono ritrovati resti umani risalenti alle vittime del colera del 1837. Sono state oggetto di studio diretto dall'Università di Firenze, nel progetto "Alia-Trinacria", équipe guidata dal professore Brunetto Chiarelli, titolare della cattedra di antropologia dell'Università di Firenze e dal professor Goffredo Cognetti, titolare della cattedra di biologia della Facoltà di Scienze Naturali e Biologiche dell'Università di Palermo.
- Museo Etnoantropologico.

Si trova in Via San Giuseppe, è dedicato alla cultura materiale di Alia. È stato allestito dall'Istituto di Antropologia Culturale dell'Università di Palermo. Espone attrezzi ed utensili in uso nei secoli scorsi e nel nostro secolo per la lavorazione del ferro, del grano, alla cura del bestiame, alle creazioni artigianali, alla lavorazione dei prodotti caseari.
Museo per la fotografia  della Sicilia e del Mediterraneo

### Manifestazioni
- Premio letterario nazionale "Grotte della Gurfa"

Organizzato dall'associazione culturale e teatrale "La Fucina" di Alia, dal 2012, premia gli autori italiani di narrativa fino ai 40 anni. La cerimonia di consegna del premio, che si tiene ad Alia alla fine dell'estate, coinvolge una giuria tecnica, che ha il compito di selezionare i tre romanzi finalisti, e 100 giurati lettori che scelgono il romanzo vincitore. Tra i vincitori del premio: Nadia Terranova, Piergiorgio Pulixi e Francesca Diotallevi.

### Media
Nel territorio è presente l'emittente Radio Veritas Network.

## Confraternite
- Maria SS. delle Grazie - presso la chiesa Madre
- SS. Sacramento - presso la chiesa Madre
- Maria SS. dei Sette dolori - presso la chiesa Sant'Anna
- Opera Santa - presso la chiesa San Giuseppe
- Confraternita di Misericordia di Alia (associazione di volontariato)

## Geografia antropica

### Quartieri
- Cozzu di Pippa: Parte centrale e storica del paese
- A Funtanedda: Parte inferiore del paese.
- Acqualunga: Parte inferiore del paese, conosciuto per la Brivatura Tunna.
- Puzzu di Mesi: comprende via Paglieri, via Napoli.
- Santa Rosalia: sito nei pressi della Chiesa
- Maccaruni: tra Santa Rosalia e il Rabatello
- Villaggio: sito in contrada Chianchitelli.
- Calvario: sub quartiere del Rabatello, nei pressi del Calvario.
- Rabatello: Parte superiore del paese.

## Infrastrutture e trasporti
Alia dispone di una stazione ferroviaria (vedi Stazione di Roccapalumba-Alia).

## Amministrazione
Di seguito è presentata una tabella relativa alle amministrazioni che si sono succedute in questo comune dal 1989 sino ad oggi.
| Periodo          | Periodo          | Primo cittadino   | Partito                     | Carica  | Note   |
| ---------------- | ---------------- | ----------------- | --------------------------- | ------- | ------ |
| 13 luglio 1989   | 5 novembre 1991  | Vincenzo Siragusa | Partito Socialista Italiano | Sindaco | [ 16 ] |
| 5 novembre 1991  | 1º febbraio 1993 | Matteo Cocchiara  | Democrazia Cristiana        | Sindaco | [ 16 ] |
| 6 dicembre 1993  | 1º dicembre 1997 | Gaetano D'Andrea  | Lista civica                | Sindaco | [ 16 ] |
| 1º dicembre 1997 | 28 maggio 2002   | Gaetano D'Andrea  | Lista civica                | Sindaco | [ 16 ] |
| 28 maggio 2002   | 15 maggio 2007   | Vincenzo Siragusa | Lista civica                | Sindaco | [ 16 ] |
| 15 maggio 2007   | 8 maggio 2012    | Francesco Todaro  | Forza Italia                | Sindaco | [ 16 ] |
| 8 maggio 2012    | 11 giugno 2017   | Francesco Todaro  | Forza Italia                | Sindaco | [ 16 ] |
| 11 giugno 2017   | 21 dicembre 2020 | Felice Guglielmo  | lista civica                | Sindaco | [ 16 ] |
| 28 dicembre 2020 | 13 ottobre 2021  | Roberto Barberi   | commissario straordinario   | Sindaco | [ 16 ] |
| 14 ottobre 2021  | in carica        | Antonino Guccione | lista civica                | Sindaco | [ 16 ] |

## Sport
Ad Alia, per lungo tempo, hanno giocato, prevalentemente nel campionato di terza categoria, le squadre dell'A.S.A. (Associazione Sportiva Alia, colori bianco-blu) e del Pro Alia (colori bianco-rosso).
Nell'estate del 1976 la squadra di Alia, formata da giovani nati o residenti nel comune, vinceva il combattuto Torneo delle Madonie.
Dal marzo 2013 è nata una nuova società, l'U.S.D. Alia (colori sociali bianco-azzurro) attuale prima squadra del paese.